# Maidens, Skottland
Maidens är en ort i Storbritannien.   Den ligger i kommunen South Ayrshire och riksdelen Skottland, i den centrala delen av landet, 500 km nordväst om huvudstaden London. Maidens ligger 8 meter över havet och antalet invånare är 530.
Terrängen runt Maidens är platt söderut, men österut är den kuperad. Havet är nära Maidens åt nordväst. Runt Maidens är det mycket glesbefolkat, med 6 invånare per kvadratkilometer. Närmaste större samhälle är Ayr, 18,4 km nordost om Maidens. Trakten runt Maidens består i huvudsak av gräsmarker.